# La Clusa d'Avall
La Clusa d'Avall, o de Baix (sovint també anomenada la Clusa Baixa), és un poble de la comuna vallespirenca de les Cluses, a la Catalunya del Nord.
És al nord-oest del terme comunal, al sud de la carretera D900, a la zona més baixa i plana del terme de les Cluses, a l'esquerra de la Roma. Està formada per dues urbanitzacions modernes: la dels Cirerers Blancs, i la de Via Domícia. A prop i al nord seu hi ha la urbanització del Cortal d'en Calcina.